# Chondracanthodes
Chondracanthodes is een geslacht van eenoogkreeftjes uit de familie van de Chondracanthidae. De wetenschappelijke naam is voor het eerst geldig gepubliceerd in 1932 door Wilson C.B..

## Soorten
- Chondracanthodes bulbosus Kabata, 1965
- Chondracanthodes deflexus Wilson C.B., 1932
- Chondracanthodes radiatus (Müller O.F., 1776)
- Chondracanthodes tuberofurcatus Kabata & Gusev, 1966